# Seuil de détection
En psychophysique, le seuil de détection ou seuil absolu est la valeur minimale du stimulus à partir de laquelle un individu parvient à détecter une stimulation. Du fait de la variabilité du rapport signal sur bruit, ce seuil ne peut être déterminé que de manière probabiliste.

## Mode de calcul
On détermine généralement ce seuil comme l'intensité du stimulus permettant de le détecter dans 50 % des cas. Il peut également être mesuré à l'aide d'une technique de choix forcé, dans laquelle le signal peut ou non être présenté, et où le sujet doit fournir une réponse s'il estime que le signal a été présenté et une autre dans le cas contraire. Dans cette condition, le seuil de détection est alors généralement défini comme l'intensité du stimulus pour laquelle le sujet reporte 75 % de réponses correctes (50 % correspondant au hasard). 
Dans les domaines physiques et technologiques, on utilise l'expression limite de détection.

## Utilisation
Ce terme est employé dans le domaine de l'olfaction (parfum et arôme), on parle alors de seuil de reconnaissance olfactive.